# Rubén Frías
Rubén Frías, de nombre real Rubén Sánchez García, (16 d'octubre de 1983, Almeria) és un actor i productor de teatre espanyol.

## Biografia
En 2001 es trasllada a Màlaga per a estudiar interpretació en la ESAD Màlaga i d'aquí marxa a Sevilla entre 2005 i 2007 per a continuar la seva formació en el centre escénic@. A la fi de 2008 s'estableix a Madrid, on resideix i treballa actualment.

## Carrera
En 2009 funda la companyia Producciones El Perro amb la que produeix i interpreta les obres El perro del teniente de Josep Maria Benet i Jornet i Subterráneo ambdues sota la direcció de Carlos Tuñón, i recentment Insolventes amb text de Félix Estaire i direcció de Pablo Martínez Bravo. Paral·lelament treballa en la companyia Estudio M-08 en els muntatges El canto del tiempo, El sueño de Peer Gynt, La madre que nos parió... i Los Restos (Raúl Hernández Garrido), tots ells sota la direcció de Miguel Sacristán.
A l'octubre de 2014 coneix en un taller d'interpretació impartit per Andrés Lima per a Teatro del Barrio a un grup d'actors amb els que funda Malditos Compañía i produeixen el seu primer projecte anomenat Danzad Malditos. L'espectacle és un èxit en el festival Frinje'15 i aconsegueixen programació en temporada a Naves del Español al novembre i desembre de 2015 i desembre de 2016 i gener de 2017, a més de guanyar un dels dos Premis Max als quals optaven, el de millor espectacle revelació de 2015. Va estrenar al febrer de 2018 Escenas de caza de María Velasco dirigit per Alberto Velasco i el 2016 i 2017 va treballar en el musical Contaminatio. Una comedia a la romana de Jesús Torres per El Aedo Teatro. En maig de 2019 estrena Precioso, escrita i dirigida per Rulo Pardo a la sala Cuarta Pared de Madrid.

## Premis i nominacions

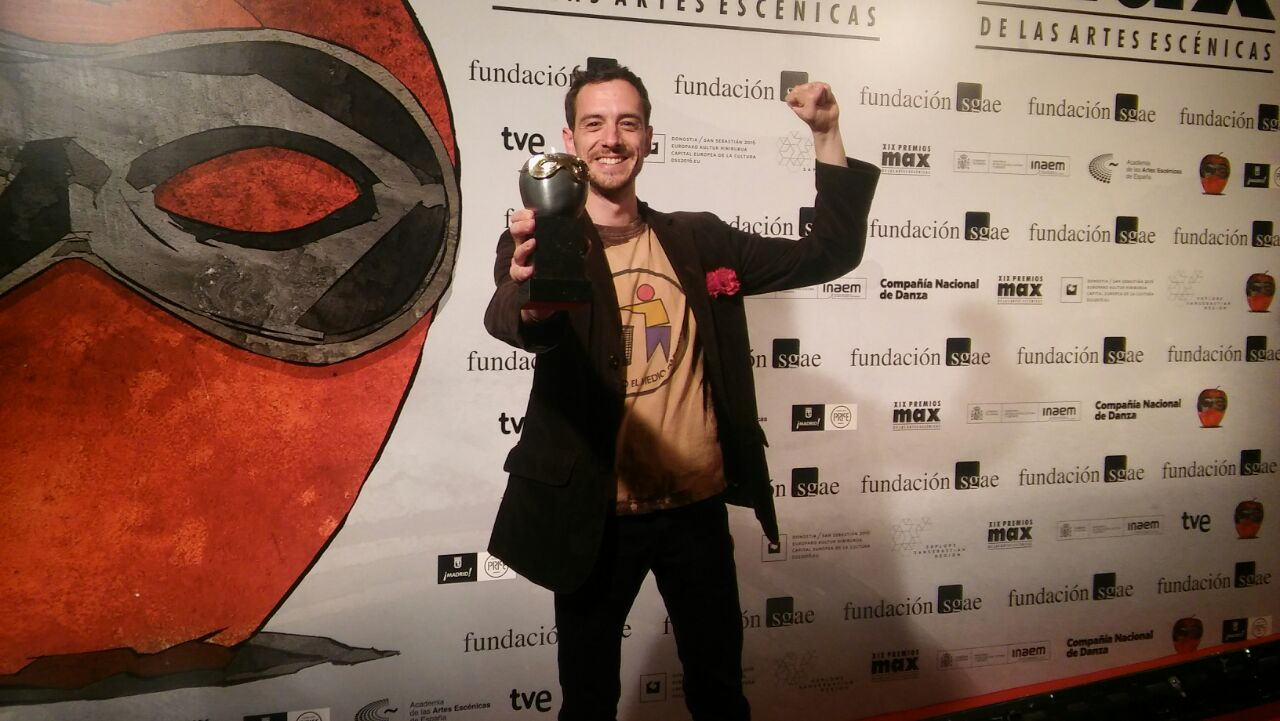

| Premi                       | Categoria                             | Obra            | Any  |
| --------------------------- | ------------------------------------- | --------------- | ---- |
| Unión de Actores y Actrices | Millor actor de repartiment en teatre | Danzad Malditos | 2016 |

## Treballs

### Teatre
- El Malentendido (2003)
- Vértigo (2006)
- Hemisferio (2006)
- El perro del teniente (2009-2012)
- El canto del tiempo (2010)
- El sueño de Peer Gynt (2011)
- La Madre que nos parió... (2011)
- La cena del rey Baltasar (2013-2016)
- La evitable ascensión de Arturo Ui (2013)
- Danzad Malditos (2015-2017)
- Contaminatio. Una comedia a la romana (2016-2019)
- Insolventes (2016)
- Escenas de Caza (2018)
- Precioso (2019)

### Cinema
- Killer Barbies Vs. Drácula (2002, Jesús Franco)
- See you later. Cowabunga! (2003, José Roberto Vila)
- Temporal (2013, Catxo)
- (A)Normal (2020, Miguel Parra)

### Televisió
- Gran Hotel (2013. Personatge episòdico cap. 32)
- Centro médico (2017 i 2018. Tres episodis)
- Servir y Proteger (2020. Cuatre episodis)